# Ranunculus kunlunshanicus
Ranunculus kunlunshanicus J.G. Liu – gatunek rośliny z rodziny jaskrowatych (Ranunculaceae Juss.). Występuje endemicznie w Chinach, w południowej części regionu autonomicznego Sinciang. 

## Morfologia
PokrójBylina o lekko owłosionych pędach. Dorasta do 3–10 cm wysokości.
LiścieMają owalny kształt. Mierzą 0,5–2 cm długości oraz 0,5–1,5 cm szerokości. Nasada liścia ma zaokrąglony lub klinowy kształt. Brzegi są lekko ząbkowane. Wierzchołek jest ostry. Ogonek liściowy jest nagi i ma 1,5–3 cm długości.
KwiatySą pojedyncze. Pojawiają się na szczytach pędów. Mają żółtą barwę. Dorastają do 14 mm średnicy. Mają 5 eliptycznych działek kielicha, które dorastają do 5 mm długości. Mają 7 owalnych płatków o długości 6–8 mm.
OwoceNagie niełupki o jajowatym kształcie i długości 2 mm. Tworzą owoc zbiorowy – wieloniełupkę o elipsoidalnym kształcie i dorastającą do 5–6 mm długości.

## Biologia i ekologia
Rośnie na skalistych zboczach. Występuje na wysokości od 4000 do 4300 m n.p.m. Kwitnie od czerwca do lipca. Latem preferuje stanowiska w cieniu. Dobrze rośnie na ubogich i dobrze przepuszczalnym podłożu.